# Selenia coreana
Selenia coreana là một loài bướm đêm trong họ Geometridae.